# Community Action Program
Le Community Action Program (programme d'action communautaire) est un programme du gouvernement fédéral du président Kennedy, mis en œuvre par les Community Action Agencies (agences d'action communautaire).

## Histoire
S'inscrivant dans la « guerre contre la pauvreté » que compte mener le gouvernement fédéral, l'Economic Opportunity Act (en) de 1964 crée le programme d'action communautaire et les villes expérimentales (« model cities »). 
Le Community Action Program a pour objectif de mettre en place et d'améliorer les services publics dans les ghettos. Il associe les habitants de ces quartiers, organisés dans le cadre d'associations. Entièrement administré par les agences fédérales, il échappait au contrôle du pouvoir municipal.